# Kazanlăk Volley
Kazanlăk Volley (bulgariska: Казанлък волей) är en volleybollklubb (damer) från Kazanlăk, Bulgarien. Klubben grundades 2005. Klubben har som bäst blivit tvåa i Superliga, vilket de blivit 2012/2013 och 2020/2021 samt nått final i bulgariska cupen, vilket de gjorde 2012/2013.